# Taibaishanus elegans
Taibaishanus elegans is een spinnensoort in de taxonomische indeling van de hangmatspinnen (Linyphiidae).
Het dier behoort tot het geslacht Taibaishanus. De wetenschappelijke naam van de soort werd voor het eerst geldig gepubliceerd in 2006 door Andrei V. Tanasevitch.